# Shamima Shaikh
Shamima Shaikh (* 14. September 1960 in Louis Trichardt; † 8. Januar 1998 in Johannesburg) war Südafrikas bekannteste islamische Frauenrechtlerin und Feministin.

## Leben
Shamima Shaikh wurde in Louis Trichardt geboren (Provinz Limpopo). Sie war das zweite der sechs Kinder von Salahuddin und Mariam Shaikh. Shaikh besuchte die Schule in Louis Trichardt, bis die Familie nach Pietersburg (heute Polokwane) zog.
Nachdem sie 1978 die Schule beendet hatte, studierte Shaikh an der Universität von Durban-Westville, die nach Maßgaben der Apartheidspolitik Studenten indischer Abstammung vorbehalten war. 1984 erlangte sie den Grad eines Bachelor of Arts mit den Hauptfächern Arabisch und Psychologie.
1985 und 1986 engagierte sie sich in der Azanian People’s Organisation (AZAPO) und wurde 1985 in das Exekutivkomitee der „Islamischen Gesellschaft“ an der Universität von Durban-Westville gewählt.
Am 4. September 1985 wurde sie verhaftet, weil sie Flugschriften verteilt hatte, die zu einem Konsumentenboykott der von Weißen betriebenen Geschäfte in Durban aufforderten. Der Boykott war von der „Federation of South African Trade Unions“ (Fosatu) (heute Teil des Congress of South African Trade Unions (COSATU)), dem Dachverband der Gewerkschaften, ausgerufen worden. Die Aktion wurde außerdem von der „Muslim Students Association of South Africa“ (MSA) unterstützt, welche die Verteilung dieser speziellen Flugschrift organisiert hatte. Shaikh verbrachte die nächsten Stunden in einer Zelle der Durban's CR Swart Police Station (jetzt Durban Central Police Station) zusammen mit dem Präsidenten der MSA, Na’eem Jeenah (* 1965). Sie trafen sich hier zum ersten Mal. Zwei Jahre später heirateten sie.
Nach ihrem Universitätsabschluss 1985 lehrte Shaikh an der Taxila Primary and Secondary School in ihrer Heimatstadt. Nach ihrer Heirat zog sie mit ihrem Mann nach Johannesburg. Sie hatten zwei Kinder.
1989 trat Shaikh mit der muslimischen Zeitung Al-Qalam in Verbindung, die von ihrem Ehemann herausgegeben wurde.
In wachsendem Maße engagierte sie sich in der „Muslim Youth Movement of South Africa“ (MYM). 1989 und 1990 beteiligte sie sich im Rahmen der MYM an Kampagnen gegen das seit 1984 existierende Dreikammerparlament, das separate Wahlen und Parlamentsbereiche für Inder und Farbige vorsah, und an der Verteidigungskampagne für die „Mass Democratic Movement“.
1993 wurde Shaikh zum Regionalvorstand der muslimischen Jugendbewegung von Transvaal gewählt, als zweite Frau in einer solchen Position. Im selben Jahr geriet sie durch ihre berühmte Kampagne „Frauen in der Moschee“ ins Licht der Öffentlichkeit. Im Ramadan dieses Jahres begannen Shaikh und andere Frauen der MYM, Frauen zur Teilnahme am Tarawih-Gebet in der 23rd Street Moschee in Fietas in Johannesburg zu ermutigen. Das rief Zusammenstöße zwischen ihr und einigen Mitgliedern des Moscheekommittees hervor.
Außerdem wurde sie später in diesem Jahr die erste Nationalkoordinatorin des „Muslim Youth Movement Gender Desk“, dieses Amt legte sie 1996 nieder. Unter Shaikhs Führung wurde das Gender Desk der radikalste Verfechter der Rechte muslimischer Frauen innerhalb der muslimischen Gemeinschaft und die führende Organisation der südafrikanischen Ausprägung des islamischen Feminismus.
In ihrer Position als Koordinatorin organisierte Shaikh verschiedene Workshops, Seminare und Kampagnen, wie die „Campaign for a Just Muslim Personal Law“ und die „Equal Access to Mosques“ Kampagne.
1994 rief sie bei den ersten demokratischen Wahlen Südafrikas zur Wahl von Kandidaten derjenigen Parteien auf, die sich in der Befreiungsbewegung engagiert hatten. Im gleichen Jahr half sie bei der Gründung des  „Muslim Community Broadcasting Trust“ und hatte dessen Vorsitz bis zu ihrem Tod inne. Sie beantragte und erhielt eine Rundfunklizenz für Johannesburg.
Ebenso war sie beteiligt an der Gründung und Leitung des „Muslim Personal Law Board of South Africa“, bis es vom „United Ulama Council of South Africa“ (UUCSA) geschlossen wurde.
1994 wurde bei ihr Brustkrebs festgestellt. Nach einer Therapie erlitt sie 1996 einen Rückfall. Im selben Jahr wurde sie Vize-Chefredakteurin des Al-Qalam. Unter ihrer Redaktionsleitung wurde die Zeitung das Flaggschiff des progressiven Islam in Südafrika.
Im April 1997 begab sich Shaikh auf ihre erste Pilgerfahrt. Nach der Rückkehr begann sie zusammen mit ihrem Ehemann ein Buch über ihre Pilgererfahrung zu schreiben („Journey of Discovery: A South African Hajj“). 1997 wurde der muslimische Sender „The Voice“ unter ihrer Leitung gegründet.
Shamima Shaikh verstarb am 8. Januar 1998 / 9 Ramadan 1418 an ihrem Wohnort in Mayfair, einem Stadtteil von Johannesburg.

## Werke
- "Women & Islam – The Gender Struggle in South Africa: The Ideological Struggle" 21. Islamic Tarbiyyah Programme of the Muslim Youth Movement.